# Stenalcidia nitens
Stenalcidia nitens là một loài bướm đêm trong họ Geometridae.